# San Cebrián de Campos (kommunhuvudort)
San Cebrián de Campos är en kommunhuvudort i Spanien.   Den ligger i provinsen Provincia de Palencia och regionen Kastilien och Leon, i den norra delen av landet, 210 km norr om huvudstaden Madrid. San Cebrián de Campos ligger 790 meter över havet och antalet invånare är 452.
Terrängen runt San Cebrián de Campos är platt. Runt San Cebrián de Campos är det mycket glesbefolkat, med 6 invånare per kvadratkilometer. Närmaste större samhälle är Paredes de Nava, 14,2 km väster om San Cebrián de Campos. Trakten runt San Cebrián de Campos består till största delen av jordbruksmark.